# Thịt cá tuyết

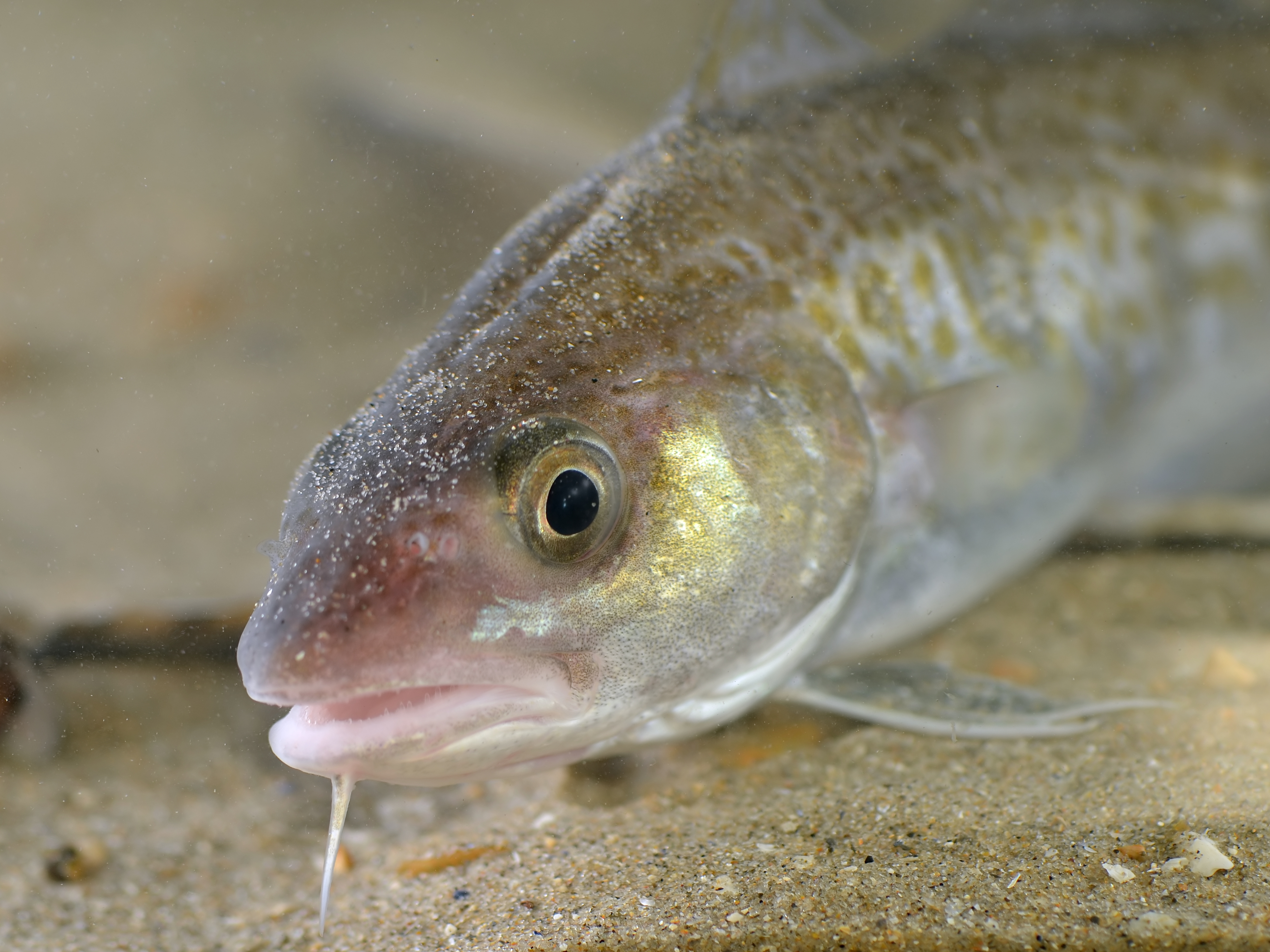
Cá tuyết

Thịt cá tuyết là thịt cá (cơ cá) của các loài cá tuyết (cod). Cá tuyết phổ biến như một loại thực phẩm với hương vị nhẹ và dày đặc, thịt trắng và rời (cá thịt trắng). Gan cá tuyết được xử lý để làm dầu gan cá tuyết, một nguồn quan trọng cung cấp vitamin A, vitamin D, vitamin E và axit béo omega-3 (EPA và DHA).

## Đặc điểm
Cá tuyết trong tự nhiên có trọng lượng trung bình từ 3–5 kg/con. Trọng lượng trung bình khoảng từ 10-25 lb (4,5-11,3 kg), cá biệt có con nặng tới 200 lb (90 kg). Cũng giống như các loài cá khác, cá tuyết ngoài việc được tiêu thụ tươi, nó còn được dùng kỹ thuật bảo quản như ướp muối, hút chân không và làm khô để có thể sử dụng được lâu hơn. Điều này cho phép cá tuyết được dễ dàng vận chuyển và lưu trữ. Ngoài ra mắm và khô cá tuyết vẫn còn rất phổ biến hiện nay ở nhiều nước bao gồm Na Uy, Bồ Đào Nha và Brazil.
Thịt cá tuyết có hương vị thơm nhẹ, ít tanh, thịt trắng như tuyết, dày, rất giàu chất đạm nhưng ít chất béo, cá rất chắc thịt nhưng không hề bị khô như các giống cá có thịt nhiều nạc khác. Thịt cá tuyết trắng, thơm, dai, nhưng khi cho vào miệng thì rất mềm thịt, đậm đà. cá tuyết Na Uy còn có hàm lượng calories không quá cao và giá trị dinh dưỡng rất lớn. Cá tuyết Na Uy đem lại nhiều lợi ích như giúp kiểm soát trọng lượng cơ thể, hạn chế tăng cân, điều hòa huyết áp, duy trì lượng acid và dịch lỏng trong cơ thể, và giúp làm chậm quá trình suy giảm nhận thức ở người cao tuổi.

## Khai thác

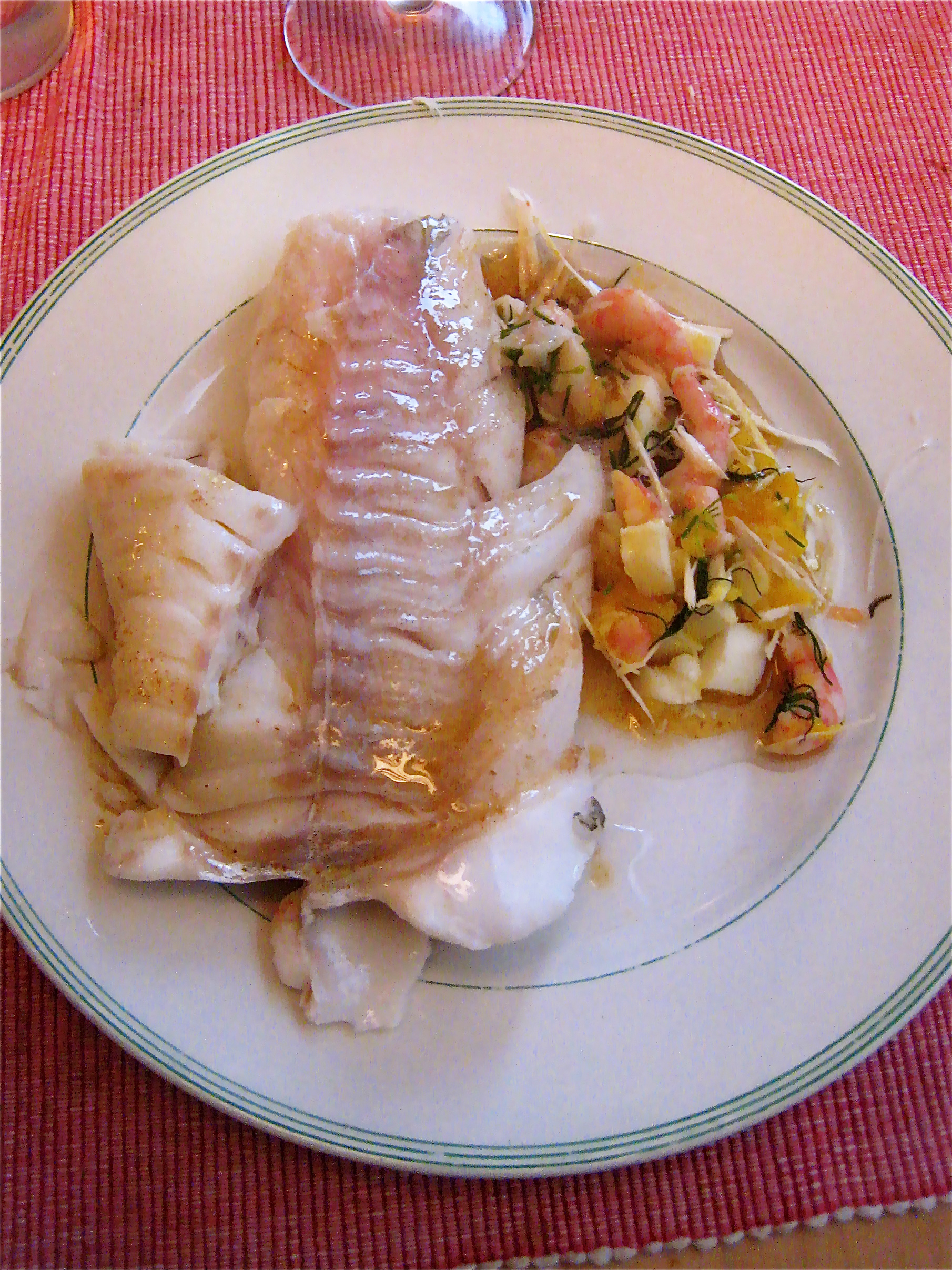
Thịt cá tuyết

Ở Vương quốc Anh, cá tuyết Đại Tây Dương là một trong những thành phần phổ biến nhất trong các loại cá và khoai tây chiên, cùng với cá tuyết đốm và cá bơn sao. Vào năm 2006, cá tuyết Đại Tây Dương là thu hoạch 23.000 tấn, chiếm một nửa tổng sản lượng thu hoạch. Nuôi cá tuyết Đại Tây Dương đã nhận được một số lượng đáng kể lãi suất do xu hướng chung của tăng giá cá tuyết cùng với việc giảm sản lượng đánh bắt tự nhiên. Trong hơn 30 năm qua, trên toàn thế giới cá tuyết đã bị đánh bắt hơn 70%, nếu tình trạng này còn tiếp diễn, thì nguồn cá tuyết trên thế giới sẽ biến mất trong vòng 15 năm nữa.
Khoảng 51% số lượng cá tuyết trong các chợ ở Hoa Kỳ có xuất xứ từ Trung Quốc, tương đương 70.7 triệu pound (khoảng 32 nghìn tấn) mỗi năm. Cá tuyết được người Nhật sử dụng nhiều, nên nổi danh với cách chế biến tinh tế của họ. Cá ướp sauce teriyaki rồi nướng được kể là món ngon, nhờ những hương vị tinh tế pha trong nước sauce. 
Cá tuyết ở Việt Nam được liệt vào hàng đặc sản, hầu hết bán trong những nhà hàng. Cá tuyết là thực phẩm lạ miệng hơn cả được nhiều khách chọn. Giá của cá tuyết vào khoảng 1,2 triệu đồng Việt Nam/kg. Nhập vào Việt Nam là cá tuyết Nga, trước đây giá hơn cả triệu đồng/kg, giờ đây hạ xuống chỉ còn vài trăm ngàn. Cá tuyết đen tuyền mắc hơn cá tuyết đốm. Với giá dưới 300.000/kg, cá tuyết đã bắt đầu đi vào nhà hàng bình dân của Việt Nam. Thịt cá tuyết thơm như thịt càng ghẹ, càng cua, nhưng lại dai.

## Hình ảnh

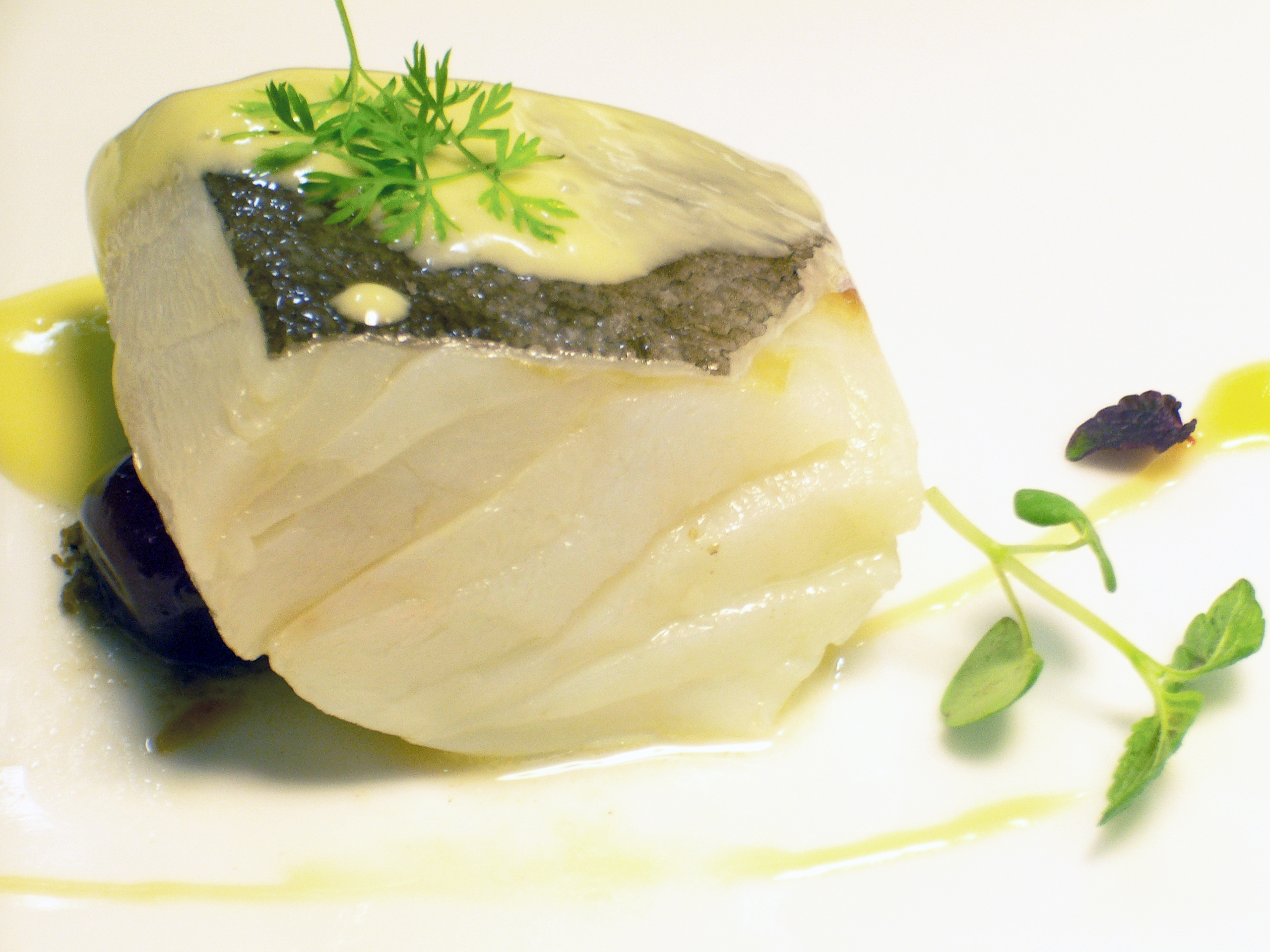
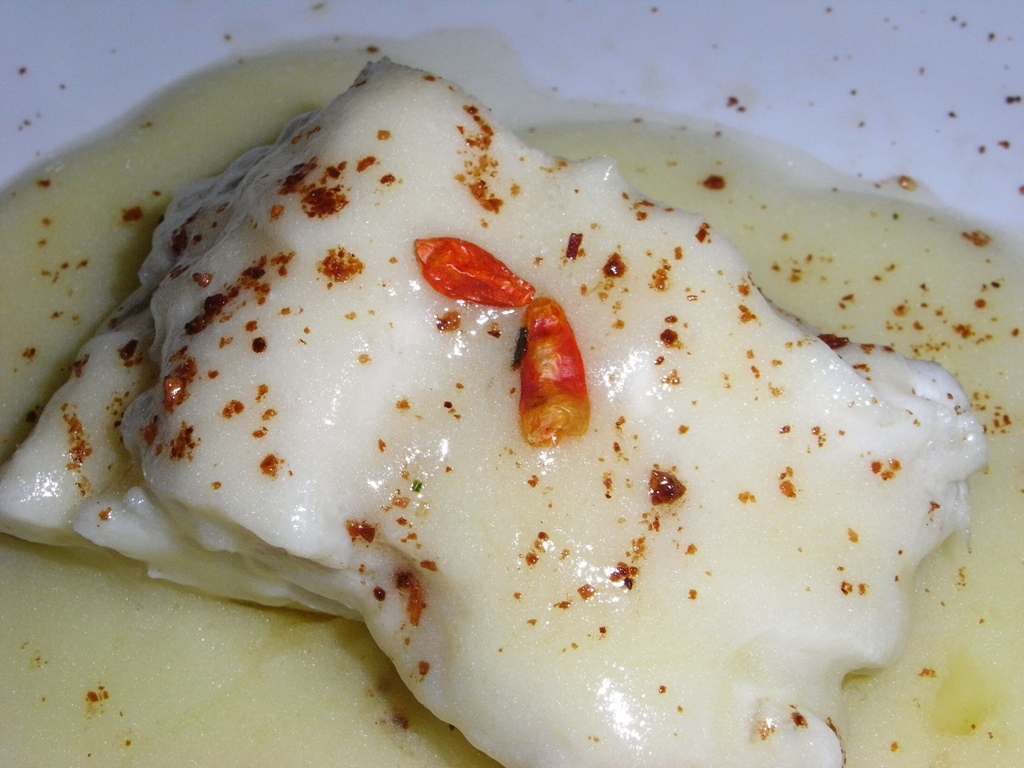
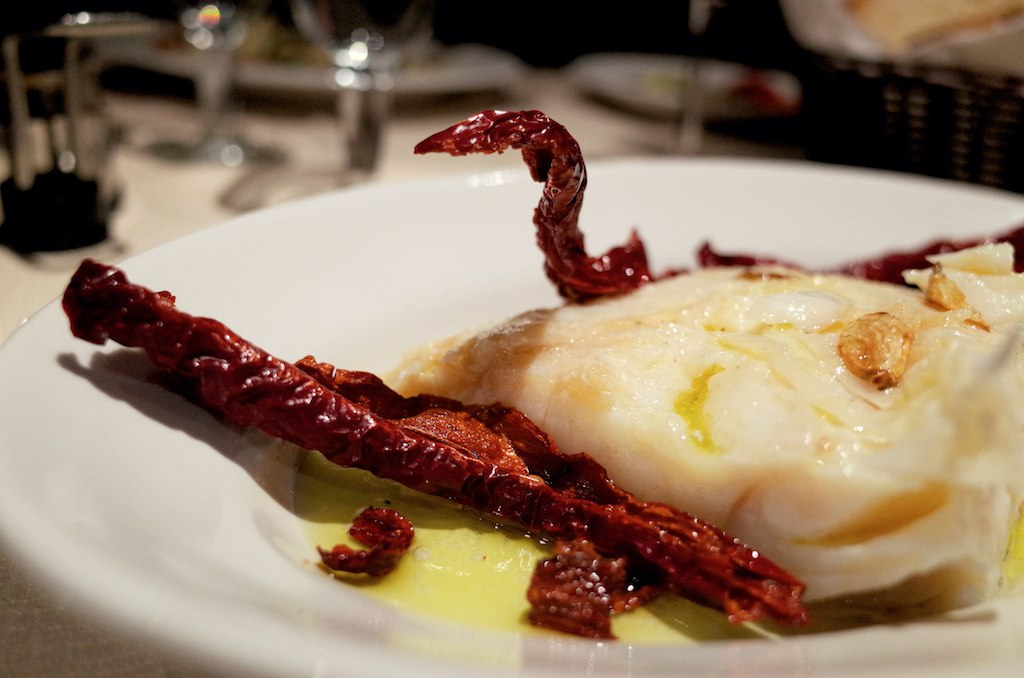
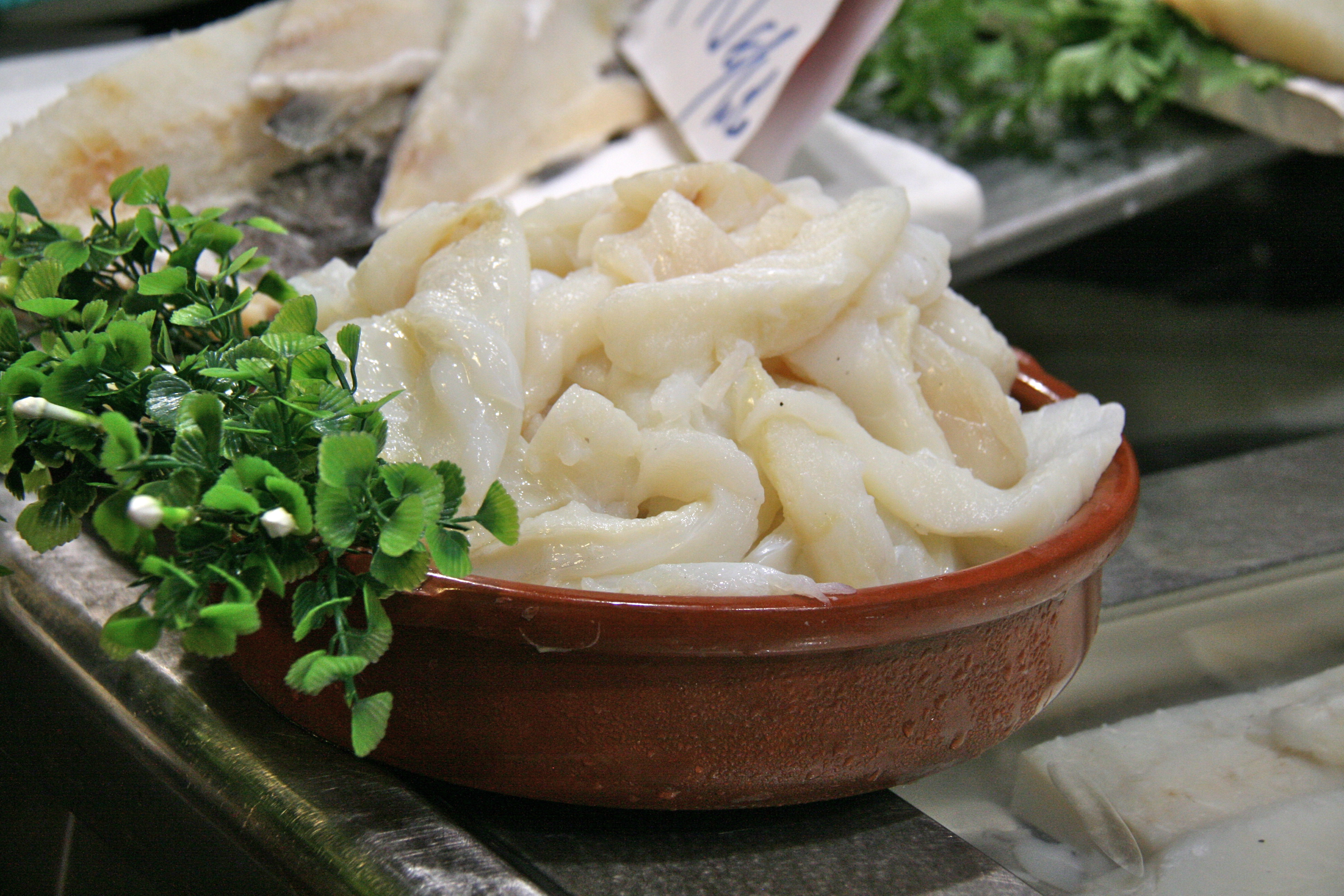
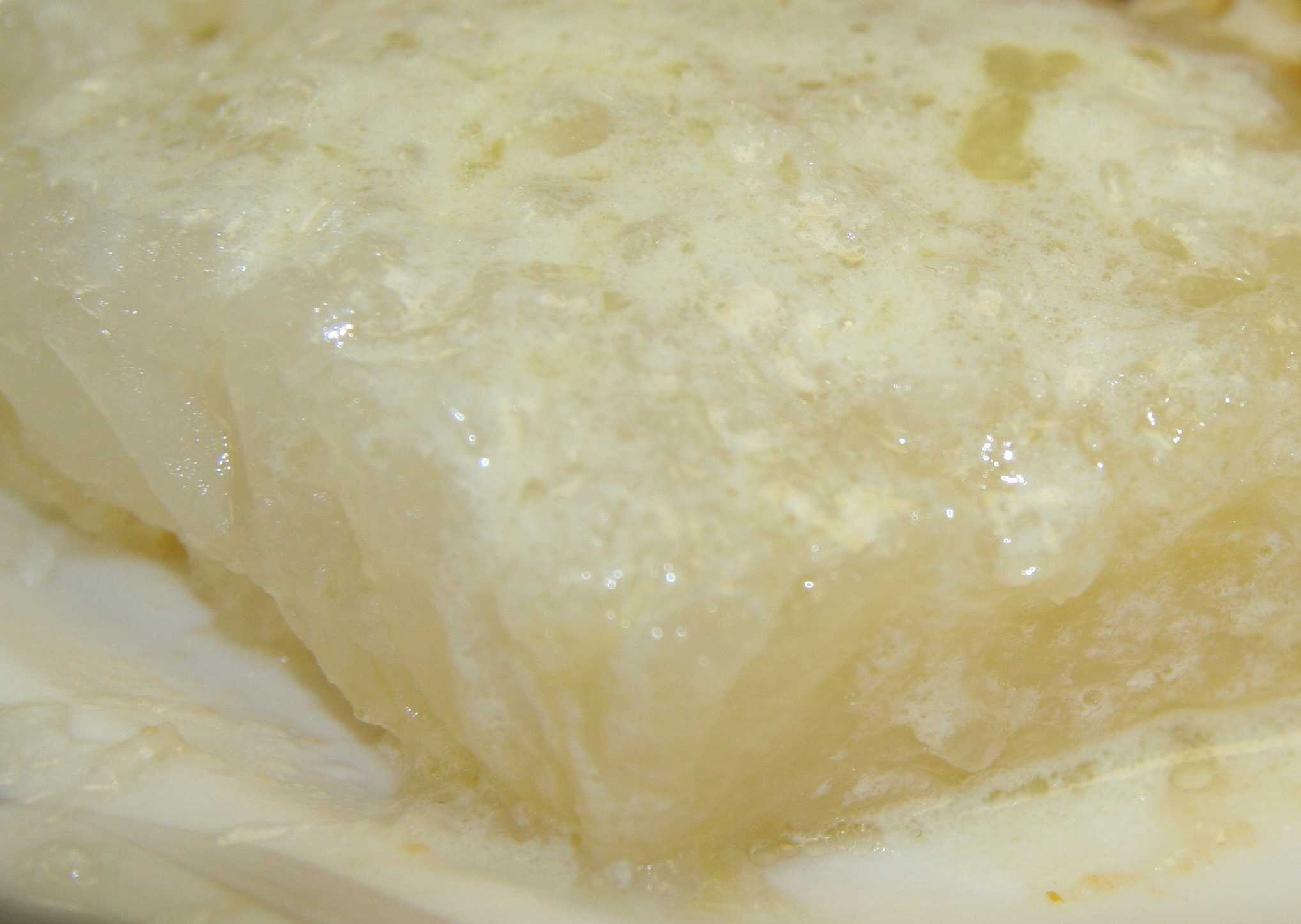
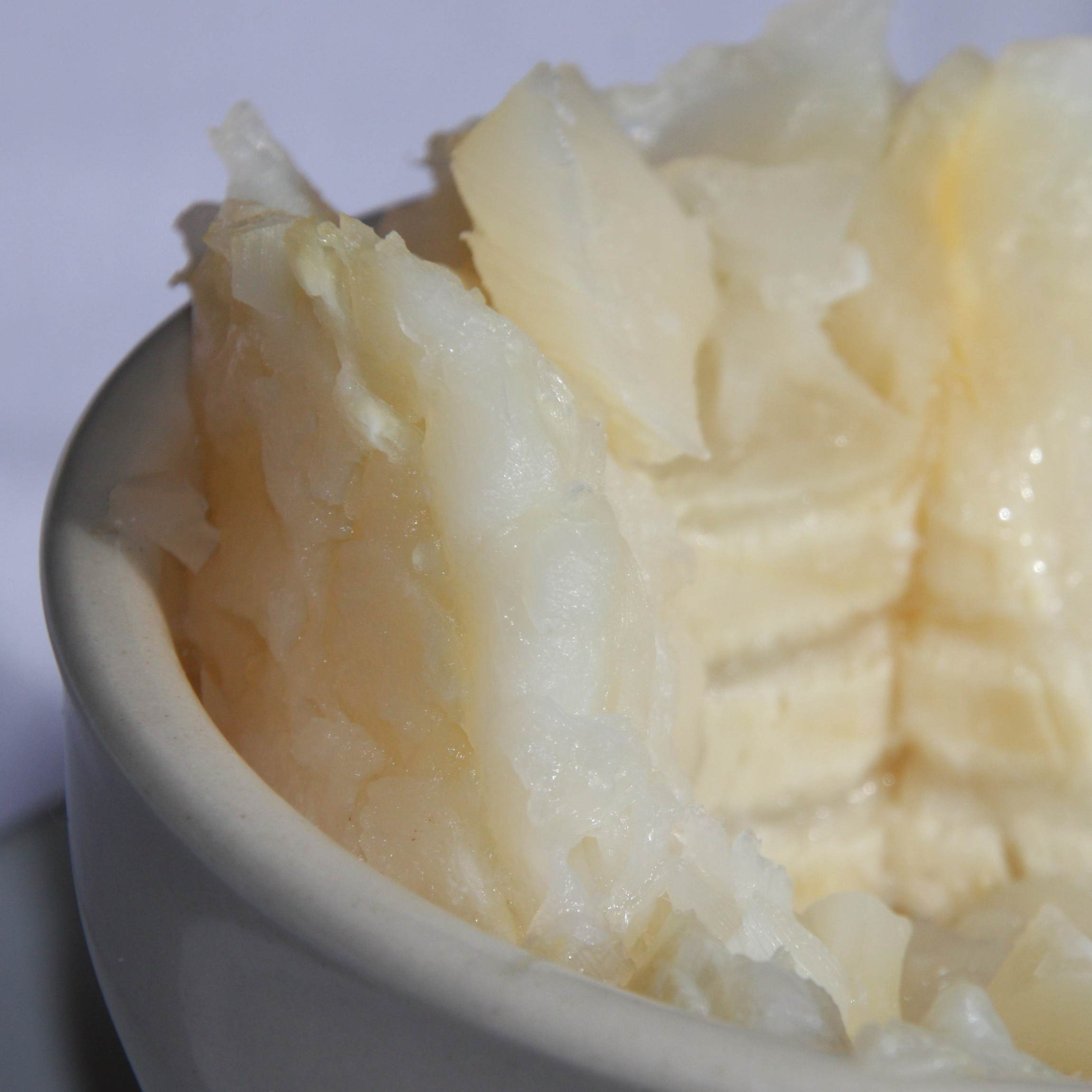
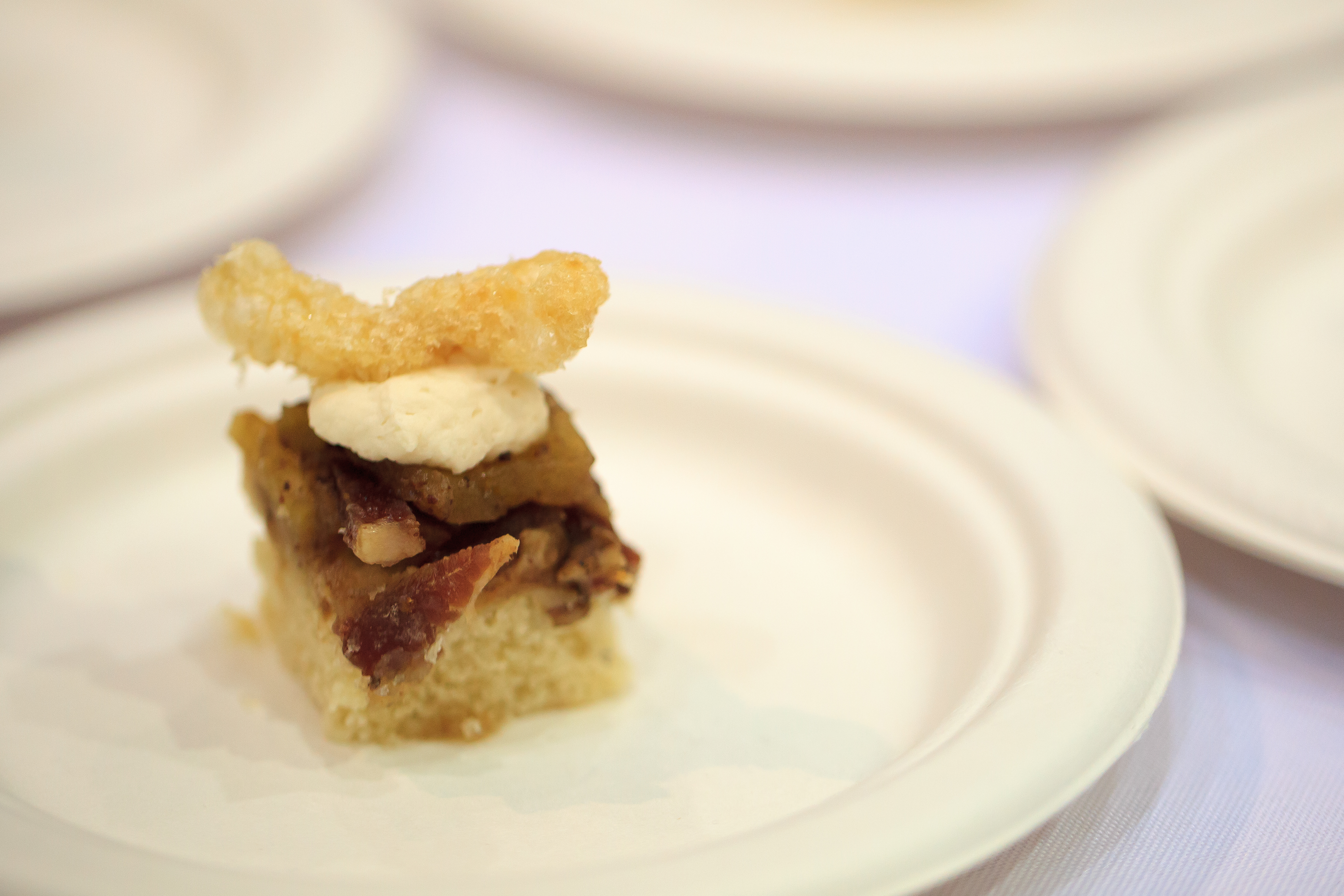